# Мани (пророк)
Мани́ (14 апреля 216 в Мардине, Ктесифон, Парфянская империя — 274 или 277, Гундешапур, Сасанидская империя) — духовный учитель, основатель манихейства, древнеперсидский художник и поэт. Настоящее имя — Сураик, сын Фатака (др.-греч. Πατέκιος). У христианских писателей сохранилось его собственное имя, в искажённой форме Курбик, но известен он под своим почётным прозванием: Мани (др.-греч. Μανης), означающее «дух» или «ум».

## Биография

### Происхождение
Отцом Мани был парфянский князь аршакидского происхождения по имени Патик, живший в Хамадане, столице Мидии; мать, Мариам, происходила из армянского княжеского дома Камсараканов. Как многие в ту эпоху, отец Мани был увлечён поисками религиозной истины. Мани родился 14 апреля 216 года в Вавилонской области в местечке Мардину, близ Ктесифона, и воспитывался отцом в его вере. Судя по арабским источникам, семья Мани принадлежала к движению «омывающихся» (это подтверждает и Кёльнский кодекс Мани), но к какой именно части «омывающихся» — к сабиям или элкасаитам — установить сегодня трудно.

### Детство
Когда Мани исполнилось 12 лет, ему было даровано первое откровение. «Царь светлого рая» сообщил Мани послание «Оставь ту общину! Ты не принадлежишь к её приверженцам. Твоё дело — выправить обычаи и обуздать наслаждения. Однако из-за твоих малых лет для тебя ещё не пришло время выступать открыто». С этого момента Мани выступает против отцовской воли, и порывает с родителями. Повинуясь приказу Небесного посланца Мани пребывает в уединении. Возможно, в этот период он изучал различную религиозную литературу. Наконец Мани получает долгожданный приказ свыше открыто выступить со своим посланием. Согласно «Фихристу» в 240/241 году ему явился ангел, сообщивший, что настало время выступить открыто и громко заявить своё учение. Следуя указаниям ангела, Мани сообщает откровение своему отцу и обращает в новую веру свою семью.

### Начало проповеди
Однако проповедовать он первоначально начал не в Месопотамии, а в Индии. Скорее всего, это были дальние восточные окраины Ирана, смыкавшиеся с северо-западной Индией, в которых в то время процветал буддизм. Встреча с этой мировой религией произвела на Мани глубокое впечатление; это выразилось в том, что Мани перенял некоторые принципы организации общины и методы для проповедования своего учения. Деятельность Мани в Индии длилась чуть больше года, после чего он сел на корабль и вернулся в провинцию Персиду. Оттуда он направился в провинцию Месену (Майшан). Правителем Майшана был брат сасанидского царя Шапура Михршах, злейший враг учения Мани. Пророк явился к Михршаху на пир в саду, и явил чудо, от которого Михршах потерял сознание, а придя в себя признал правоту учения Мани. После этого обращения Мани отправился проповедовать в Вавилонию, затем в Мидию и Парфию.

### При дворе Шапура
Во время пребывания в столице, Ктесифоне, Мани удалось установить контакт с царём Шапуром и получить у него три аудиенции подряд, которые устроил обращённый до того в новую веру другой брат царя, Пероз. Мани к тому времени был уже достаточно известен в Сасанидском царстве, чтобы быть принятым на столь высоком уровне. На первую аудиенцию Мани явился в сопровождении отца и учеников Симеона и Закко, преподнёс свою книгу, и проповедовал перед Шапуром (манихейские источники сообщают, что проповедь произвела на Шапура глубокое впечатление). Возможно между ними установились доверительные отношения, поскольку Шапур позволил Мани проповедовать по всему царству, и даже принял его в свою свиту, в составе которой Мани сопровождал Шапура в его походах на запад.
В этой же свите находился соперник Мани и будущий его враг Картир, который мечтал восстановить на всей территории царства старую зороастрийскую религию, сильно потеснённую со времён эпохи эллинизма. Судя по всему, царь Шапур в то время не определился, какую религию выбрать в качестве государственной — зороастризм или манихейство. Мани поддерживали два обращённых в его веру брата царя, но кто из окружения царя поддерживал Картира — неизвестно. Все 30 лет правления Шапура между двумя соперничающими религиями существовал выверенный баланс, однако можно предположить, что личные симпатии царя были на стороне Мани.
Примерно к этому времени относится начало процесса смешения иранских жреческих групп, и приведения их к единому учению — магов с центром в Шизе (Мидия Атропатена) и гербадов в Персиде (Фарс). Результатом было возникновение настоящей зороастрийской общины и создание канонической литературы — «Апастака» и «Авесты». Маги занимали ведущее положение, и в дальнейшем, на протяжении правления Сасанидской династии, в качестве членов инквизиционного суда с яростью преследовали христиан, манихеев, буддистов и другие религиозные меньшинства. Одним словом, зороастризм в середине III века консолидировался для отпора манихейству. Это в свою очередь привело к ещё большей изобретательности Мани и его единомышленников: они проповедуют на западе и востоке, и предпринимают миссионерские путешествия в различные части империи.
Один из его учеников, Аддай, проповедовал и основал манихейскую общину даже в Египте. Но особенно успешно шли дела на востоке империи и в Месопотамии, где и 100 лет спустя ещё помнили о манихейских проповедях учеников Мани Аддая и Озеоса. Наглядное представление о Мани дают христианские «Деяния Архелая»: Мани появлялся перед людьми в широких развевающихся штанах, окрашенных в желто-зелёный и зелёный цвет, в небесно-голубом плаще и с длинной палкой из чёрного дерева в руке (такова была традиционная одежда жрецов Митры). Вероятно, существовала связь Мани с религией Митры, хотя в письме он именует себя «Мани, апостол Иисуса Христа».

### Опала и смерть

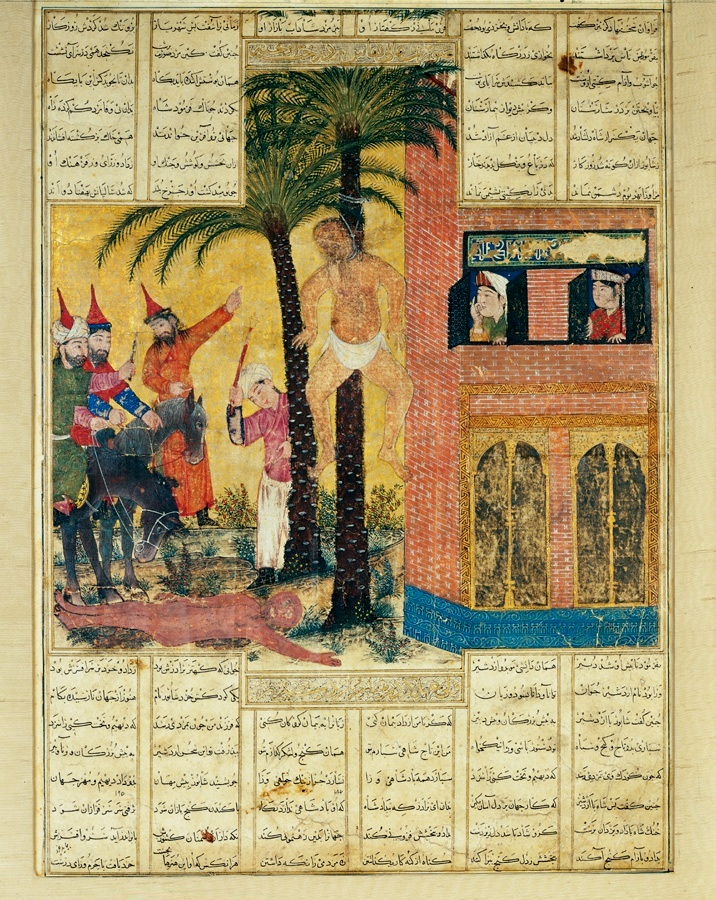
Казнь Мани. Миниатюра из «Шахнаме» Демотта. 1315 г. Тегеран, музей Ризы Аббаси

В середине апреля 273 года умер царь Шапур, и трон унаследовал его сын Ормизд I. Мани тотчас нанёс ему визит. Как и его отец, новый царь благожелательно отнёсся к Мани и возобновил охранное письмо, выданное отцом. Однако правил Ормизд не более года — он скончался в тот момент, когда Мани находился в Вавилонии. Ормизду наследовал его брат Бахрам I. Мани проповедовал на берегах Тигра, собираясь отправиться в Кушанское царство, однако Бахрам запретил ему делать это. Далее Бахрам вызвал Мани в свою резиденцию Бетлабад.
Несомненно то, что за этим вызовом стоял Картир, который при Бахраме был кем-то вроде министра, ответственным за религию и идеологию. Коптские источники сообщают, что жалобу на Мани составили маги («Мани учил против нашего закона»), и она вверх по бюрократической лестнице дошла до царя. Во время аудиенции, которая была больше похожа на допрос, Бахрам не стал выслушивать аргументы Мани, назвал его никчёмным человеком, который «не ведёт на войну и не занимается охотой», не может врачевать, и не сведущ в лекарствах. Бурный допрос кончился тем, что Мани напомнил царю о благодеяниях, которые оказали ему Шапур и Ормизд, и в заключение сказал: «Делай со мной что хочешь!».
Тогда царь приказал заключить Мани в оковы. Три цепи наложили на его руки, три пары кандалов на ноги, и одну цепь повесили на шею. Затем оковы запечатали, и отвели его в тюрьму. В этом положении Мани пробыл с 19 января по 14 февраля 276 года. В течение этих 26 дней Мани, по древнему восточному обычаю, позволяли видеться со своими учениками и говорить с ними. Он чувствовал, что близится его конец, и потому давал своим близким ученикам необходимые указания. Их позднее сообщил церкви присутствовавший там Мар Аммо.
В конце концов силы 60-летнего Мани исчерпались, и он умер от истощения. По другим версиям Мани либо был распят, либо с него заживо содрали кожу. Известие о его смерти быстро распространилось по Бетлабаду. В город стекалось множество людей, собиравшихся в толпы. Царь отдал приказ проткнуть тело Мани горящим факелом, чтобы убедиться в его смерти. После этого мёртвое тело было разрезано на куски, и отрубленную голову поместили над городскими воротами Бетлабада. Останки позднее были захоронены верными учениками в Ктесифоне.

## Мани как художник

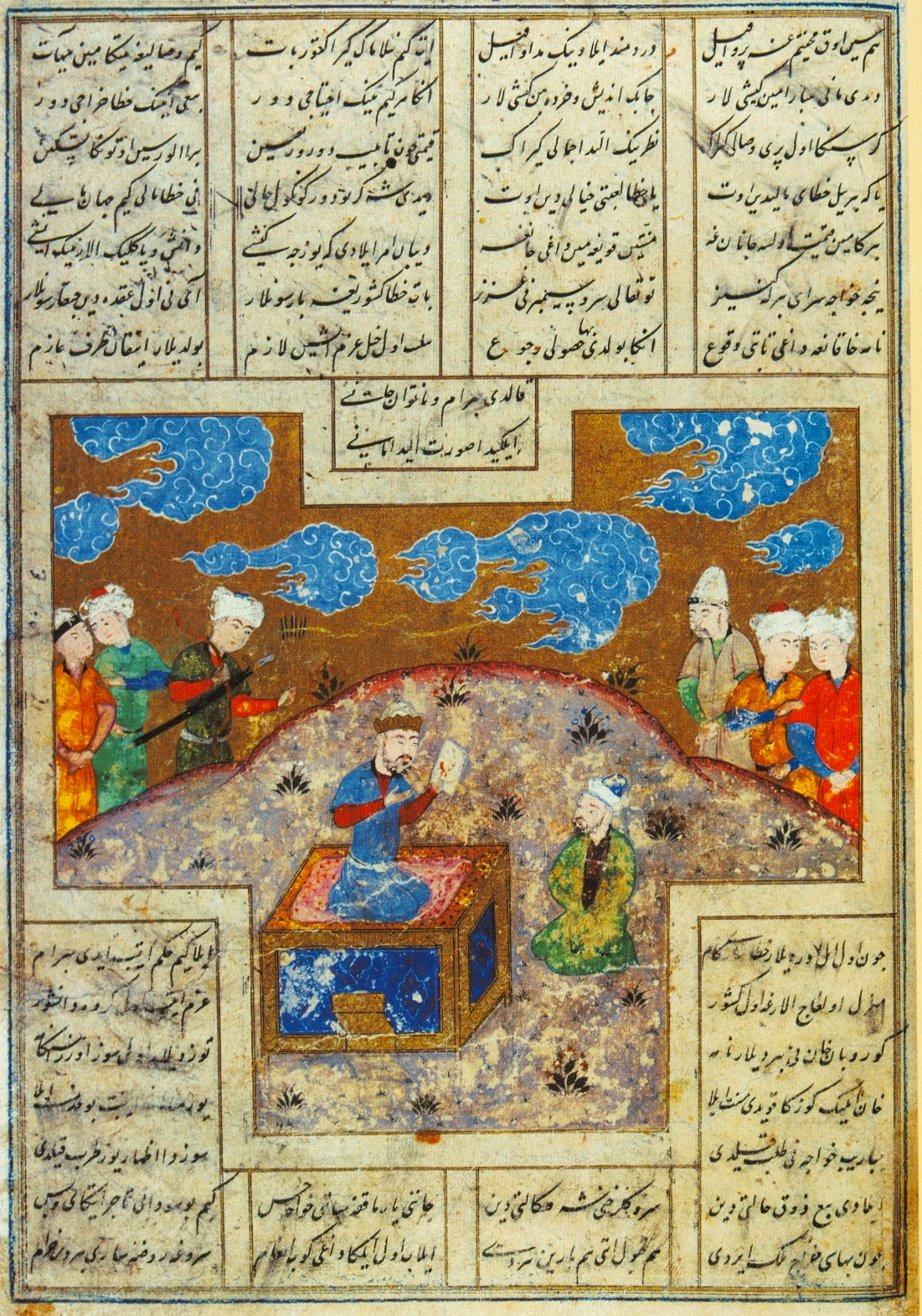
Мани преподносит рисунок Бахрам Гуру. Миниатюра из Собрания сочинений Алишера Навои. 1521—1522 гг. РНБ, Санкт Петербург

Мусульманская традиция считает Мани отцом-основателем персидской живописи, неподражаемым и непревзойдённым художником. Действительно, Мани был эстетически развитым человеком. Он любил музыку и живопись, и ценил их настолько высоко, что его последователи, как рассказывает Августин, возводили музыку к божественному первоисточнику. И всё же наибольшую роль для потомков сыграли успехи Мани как художника. Мани придавал в помощь к посылаемым им миссионерам как писцов, так и художников. По его собственным словам, картины, которыми украшались его писания, должны были дополнять обучение для образованных людей, и подкреплять откровение для необразованных. Вероятно, это он перенял от мандеев, рукописи которых украшались рисунками.
Сегодня стиль иллюстраций его рукописей определить невозможно. Вполне вероятно, и об этом сохранились легенды, что Мани создавал не только книжные рисунки, но и большие произведения на досках, которые вызывали восторг у публики. Ему приписывается также изобретение первых персидских фресок, которые в дальнейшем распространились в центральной Азии, а один тюркский источник сообщает, что в месте Чигиль было манихейское святилище, которое Мани украсил картинами. Восточная мусульманская традиция восхваляет Мани как художника, а мусульманские авторы наперебой воздают ему честь, как великолепному мастеру, творившему в искусстве чудеса. Например, Абул Маали в своей знаменитой истории религий пишет: «Этот человек был мастером в искусстве живописи… Как рассказывают, он нарисовал на куске белого шёлка росчерк таким образом, что можно было растянуть этот кусок шёлковой ткани по ниткам, а этот росчерк остался бы невидимым».

## Пояснения к иллюстрациям[каким?]
1. Стенная роспись из города Хото (Куча) с изображением Мани и его последователей. Город был основан в III веке Мани, он был восточным форпостом манихейства с сильной манихейской общиной. Затем среди жителей появились несториане, а с VIII века буддисты. Однако манихеи жили там до XIV века. Фреска изображает первосвященника в характерном головном уборе и с нимбом. Поскольку Мани среди уйгуров почитался как «Бог-Солнце-Луна», ни у кого не вызывает сомнений, что на фреске изображен именно он. Правда, выглядит он не иранцем, а уроженцем восточной Азии, а фреска создавалась пять — шесть столетий спустя после смерти Мани.
2. Казнь Мани. Миниатюра из «Шахнаме» Демотта. Имя Мани фигурирует в эпосе «Шахнаме», однако исторические события в нём изменены по законам жанра, ради драматургии. Поэтому Мани здесь погибает не в тюрьме, а с него сдирают кожу, которая висит на дереве в то время, как тело пророка лежит рядом. Примечательно, что в римских источниках сообщались аналогичные сведения о казни императора Валериана, взятого в плен  Шапуром I.
3. Мани преподносит рисунок Бахрам Гуру. Одна из множества легенд о Бахрам Гуре рассказывает о том, как царь влюбился в портрет китайской красавицы, написанный для него художником Мани. В реальности Мани был современником не Бахрам Гура (Варахрана V), а его одноименного предка Варахрана I , который посадил пророка в тюрьму, где тот и скончался. Однако восточная традиция превознесения Мани как художника создала такую красивую легенду.